# Triaenomeros olivaceus
Triaenomeros olivaceus is een hooiwagen uit de familie Gonyleptidae.